# Campionat d'Espanya de trial 2014
La temporada de 2014 del Campionat d'Espanya de trial fou la 47a edició d'aquest campionat, organitzat per la Reial Federació Motociclista Espanyola. El calendari oficial constava de 6 proves puntuables, celebrades entre el 30 de març i el 16 de novembre. 2 de les proves programades es disputaren als Països Catalans: Sant Julià de Lòria (22 de juny) i Cal Rosal (16 de novembre).

## Classificació final
| Posició | Pilot             | Motocicleta | Punts |
| ------- | ----------------- | ----------- | ----- |
| 1       | Toni Bou          | Montesa     | 115   |
| 2       | Jeroni Fajardo    | Beta        | 91    |
| 3       | Albert Cabestany  | Sherco      | 90    |
| 4       | Adam Raga         | Gas Gas     | 78    |
| 5       | Jorge Casales     | Gas Gas     | 69    |
| 6       | Pol Tarrés        | Sherco      | 63    |
| 7       | Oriol Noguera     | Montesa     | 49    |
| 8       | Jaime Busto       | Beta        | 37    |
| 9       | Pere Borrellas    | ?           | 16    |
| 10      | Gianluca Tournour | Gas Gas     | 11    |

## Categories inferiors

### TR2
| Posició | Pilot           | Motocicleta | Punts |
| ------- | --------------- | ----------- | ----- |
| 1       | Miquel Gelabert | Sherco      | 114   |
| 2       | Arnau Farré     | Gas Gas     | 96    |
| 3       | Marcos Méndez   | Sherco      | 92    |

### TR3
| Posició | Pilot             | Motocicleta | Punts |
| ------- | ----------------- | ----------- | ----- |
| 1       | Francesc Recio    | ?           | 120   |
| 2       | Rafael Latorre    | ?           | 95    |
| 3       | Adrián Artidiello | Gas Gas     | 94    |

### Altres
| Categoria | Guanyador        | Motocicleta |
| --------- | ---------------- | ----------- |
| TR4       | Luis Pastor      | Gas Gas     |
| Júnior    | Marc Riba        | ?           |
| Cadet     | Gabriel Marcelli | Gas Gas     |
| Juvenil A | Martín Riobo     | ?           |
| Juvenil B | Pau Martínez     | Gas Gas     |

## Classificació per marques

### TR1 - TR2
| Posició | Marca       | Punts |
| ------- | ----------- | ----- |
| 1       | Sherco      | 386   |
| 2       | Gas Gas     | 335   |
| 3       | Montesa     | 165   |
| 4       | Beta Trueba | 145   |

### Júnior
| Posició | Marca       | Punts |
| ------- | ----------- | ----- |
| 1       | Beta Trueba | 230   |
| 2       | Sherco      | 207   |
| 3       | Gas Gas     | 181   |
| 4       | Montesa     | 133   |